# Buksnesfjorden (Lofoten)
Buksnesfjorden er en fjordarm af Vestfjorden på sydvestsiden af Vestvågøya i Lofoten som strækker sig 7 kilometer i nordlig retning fra indløbet mellem Mortsundholmen i øst og Gjermnesøen i vest mod byen Leknes. Medregnet Leknessøen og Fyglsøen, som fortsætter mod nordøst, bliver den totale længde 8,8 km.
Fjorden er for det meste omgivet af et lavtliggende jordbrugsområde samtidig som at befolkningskoncentration i området er af den tætteste i hele Lofoten: byerne Leknes, Gravdal, Ballstad og Fygle, stederne Hol, Ramsvik, Mortsund og Buksnes samt flere mindre landsbyer og gårde ligger som et sammenhængende bælte af bebyggelse langs hele kystlinjen. Leknes havn er Lofotens, og en af Nord-Norges, største krydstogtshavne og er en vigtig fiskerihavn, specielt for sildeflåden.
Buksnesfjorden har en række bugtninger som ligger på både øst- og vestsiden, hvoraf de længste er Leknes- og Fyglsøen som går ind til Fygle, Haldsvågen som går ind til Leknes centrum, Ramsvikbukta og Pettvika. Det er også en række øer og holme i hele fjorden.
E10 går langs fjorden, Fv997 og Fv998 langs østsiden og Fv818 går langs vestsiden af fjorden.
Vest-grænsen til den tidligere Hol kommune gik ved Buksnesfjorden.